# Adriano Duarte Mansur da Silva
Adriano Duarte Mansur da Silva (Ponte Nova, 29 gennaio 1980) è un ex calciatore brasiliano, di ruolo difensore.

## Carriera
Duarte ha iniziato la carriera in Brasile, prima nell'América Mineiro e poi nei rivali dell'Atlético Mineiro.
Nel 2005 passa all'Esporte Clube Juventude ma non gioca alcuna partita. Stessa sorte gli toccherà nel 2006 quando viene acquistato dai francesi del Nantes.
L'esperienza francese dura solo mezza stagione; nel gennaio 2007 viene ceduto al Mons, in Belgio in cui trascorre una stagione e mezza.
Ha firmato un triennale per il Gent in data 15 luglio 2008.
Nella seconda parte della stagione 2008-2009 ha sofferto di problemi al menisco.

## Palmarès
- Campionato Mineiro: 1

America Mineiro: 2001